# Administration militaire ukrainienne de l'oblast de Koursk
 (mars 2025).
L'Administration militaire ukrainienne de l'oblast de Koursk est formée le 16 août 2024, à la suite de l'Incursion d'août 2024 dans l'oblast de Koursk.

## Objectifs
Le 14 août 2024, Mykhaïlo Podoliak, conseiller du chef du bureau du président de l'Ukraine, a présenté les objectifs de l'opération :
- Éloigner les systèmes de missiles et l'artillerie russes du territoire de l'Ukraine afin de protéger les civils dans les zones frontalières[3]. En effet, depuis le début de l’été 2024, plus de 2 000 frappes y ont été menées avec diverses armes (lance-roquettes, pièces d’artillerie, mortiers, lance-missiles et drones) à partir de cette région[4].
- Perturber les routes logistiques par lesquelles l'armée russe amène des réserves le long de la ligne de front, et détruire l'infrastructure de formation de l'armée.
- Démontrer l'incompétence des dirigeants militaires et civils russes, le manque de contrôle sur la situation et la paralysie de la prise de décision.
- Transférer la guerre sur le territoire de la Russie afin de provoquer un débat public et le mécontentement, et de détruire l'illusion que la guerre n'affecte pas la vie des citoyens russes.

## Historique
Le 15 août 2024, le commandant en chef des forces armées ukrainiennes Oleksandr Syrskyi annonce la mise en place d'une administration militaire dans les parties occupées de l'oblast de Koursk, dirigée par le général de division Edouard Moskalyov, qui portera le titre de commandant militaire. Il déclare également que 82 localités de l'oblast sont désormais sous contrôle ukrainien. L'Ukraine déclare qu'elle n'est « pas intéressée » par une prise permanente de terres russes.

## Activités
D'après le commandant en chef des forces armées ukrainiennes Oleksandr Syrskyi, le but de cette administration militaire est d'assurer le maintien de l'ordre public et de pourvoir aux besoins de la population locale. Les autorités d'occupation disent vouloir autoriser les associations humanitaires internationales à accéder aux territoires qu'elles contrôlent.
Le service postal ukrainien Ukrposhta se dit prêt à ouvrir une branche à Soudja dès que les autorisations seront délivrées, le financement dégagé et la sécurité de son personnel assurée.